# Material viscoelástico
Material viscoelástico é uma classe de materiais que apresenta viscoelástica, ou seja, são materiais que, ao deformar-se, sofrem simultaneamente deformações elásticas e viscosas.

## Material elástico ideal
Deformações elásticas são deformações reversíveis sofridas por um corpo sob tensão de tração. Ao cessar a tensão o corpo retorna à sua forma e volume originais. A energia de deformação é recuperada quando a tensão aplicada ao material cessa. É o comportamento típico de muitos sólidos. O ramo da física que estuda o comportamento elástico dos materiais é a elasticidade. 
Considerando-se que a deformação seja proporcional à tensão aplicada (Lei de Hooke), a razão entre tensão e deformação é denominado módulo de elasticidade ou módulo de Young.

## Material viscoso ideal
Deformações viscosas são deformações contínuas e irreversíveis sofridas pelo material enquanto submetido a uma tensão de cisalhamento. Esta deformação é também conhecida como escoamento. A propriedade que relaciona a taxa de deformação do corpo ao cisalhamento é a viscosidade.  Um material viscoso ideal não é capaz de sustentar uma tensão, dissipando a energia de deformação sob a forma de calor, como é o caso de muitos fluidos.

## O comportamento viscoelástico
A descrição do comportamento viscoelástico dos materiais é feita através de equações diferenciais que combinam três termos:
- a deformação elástica
- a taxa de deformação viscosa
- um termo inercial de aceleração

A tensão total é a soma das tensões parciais de cada termo. O desenvolvimento teórico da viscoelasticidade é feito através da combinação em série ou em paralelo dos modelos idealizados.

## Utilização de materiais viscoelásticos
- Fluidos viscoelásticos:

Polímeros são materiais que apresentam comportamento viscoelástico com ampla utilização: plásticos, tinta e fluido de perfuração na indústria do petróleo.
- Sólidos viscoelásticos:

Algumas borrachas, silicone e argilas apresentam este comportamento.
A utilização de novos materiais viscoelásticos nasceu das pesquisas espaciais e encontra aplicações em vários setores, graças à sua estrutura adaptável, particularmente na fabricação de travesseiros e colchões enquanto é capaz de distribuir uniformemente as pressões sobre toda a área, proporcionando uma postura correta da coluna vertebral e cervical, favorecendo a circulação sanguínea e evitando o incômodo formigamento. O produto encontra aplicações terapêuticas, utilidade para controlar o cansaço e dores musculares nas viagens, com uso de mantas, almofadas e apoios. O material viscoelástico encontra importante aplicação na área da saúde, em função de sua qualidade anti-decúbito. O tratamento bacteriológico resiste ao tempo impedindo a formação de ácaros. Isento de substâncias nocivas ao homem e ao meio ambiente, sendo à base de água todo o processo de espumação.